# Federación Catalana de Tenis
La Federación Catalana de Tenis (FCT) es una federación deportiva catalana que agrupa los practicantes de tenis. Su actividad se centra en la promoción y difusión del deporte del tenis, la organización y el control de competición, la formación de jugadores y jugadoras, la formación de técnicos y árbitros y el asesoramiento y defensa de los intereses de los clubes y de los deportistas. Forma parte de la Unión de Federaciones Deportivas de Cataluña.
Fue fundada el 24 de marzo de 1904 como Asociación de Lawn Tenis de Barcelona. En 1913 pasó a denominarse Asociación de Lawn Tenis de Cataluña y en 1966 adoptó el nombre actual. Su primer presidente fue Guillermo Oliveras, y entre los presidentes destaca la figura de Pompeu Fabra (1927-1935). Cuenta con 223 clubes afiliados y más de 24.000 licencias.
El actual presidente es Jordi Tamayo De Winne desde junio de 2017.
Orígenes del tenis
Algunos historiadores sitúan los orígenes del tenis en un juego que practicaban los griegos antes de la era cristina. Las referencias más documentadas nos llevan a la Francia del siglo XIV con el llamado deporte de reyes; el  "Jeu de Paume", que se jugaba en la corte, golpeando una pelota con la mano por encima de una cuerda. Más adelante, se adoptó un tipo de pergamino considerado como la primera raqueta, y se extendió en la Gran Bretaña de manos de las clases acomodadas, hasta que en el siglo XVII se sustituyó la cuerda por un tipo de red, y el pergamino por una raqueta con cuerdas de tripa de animal. En Inglaterra se empezó a utilizar el nombre de "tennis on the lawn" (tenis sobre el césped) para denominar este juego. La palabra "tenis" parece ser una derivación de la voz francesa "tennez" (tiene), que era la exclamación que hacían los jugadores cuando lanzaban la pelota al adversario. El tenis como lo conocemos hoy en día, nació realmente en el All England Lawn Tenis and Croquet Club ubicado en Wimbledon, junto a Londres. Allá se disputó el primer torneo de tenis del mundo en 1877 y que ganó Spencer Gore.
El nacimiento del tenis en Cataluña
Con motivo de la primera Exposición Universal de Barcelona en 1888, la colonia inglesa residente en la ciudad introdujo el juego del Lawn-Tennis. Un año más tarde, se fundaba el Barcelona Lawn Tennis Club, primer club de tenis catalán, al que siguieron el Sportverein, el Salud Sport Club, Polo Jockey Club y el Sportmen's Club.
Una pista instalada en lo que posteriormente fue el Cine Novedades y las desaparecidas instalaciones del Velódromo de la Bonanova, fueron los primeros lugares donde se practicó este nuevo deporte denominado Lawn-Tennis. Las cinco entidades organizaron en otoño del 1903 el primer Concurso Internacional de Tenis que se disputó en España.
La final se jugó a las pistas del Barcelona Lawn Tennis Club, con Ernest F.C. Witty como ganador de aquel primer trofeo, frente a Arthur Leask. La persona de Ernest Witty fue fundamental en la fiebre que despertó el nuevo juego importado por los ingleses. Además de ser el mejor jugador de la primera época, Witty fue un gran dirigente deportivo y el maestro de la gran parte de nuevos forofos a quienes aconsejaba con los secretos del nuevo juego.
La primera asociación de clubes
El 24 de marzo de 1904 se formaliza la Asociación de Lawn Tennis de Barcelona, con estos cinco clubes afiliados, e ingresa como miembro de pleno derecho a la Lawn Tennis Association, con sede en Gran Bretaña y que hacía las funciones de federación Internacional. Primer documento de la Asociación de Lawn Tenis de Barcelona (1905).
La asociación catalana amplió sus fronteras en todo el territorio español, aceptando como miembros a clubes nacidos en Aragón, Valencia, Andalucía y el País Vasco. El 1909 se fundó el primer club con el nombre de Cataluña, el Cataluña Lawn Tennis Club, que más tarde se fusionó con el Barcelona manteniendo como nombre el del club más antiguo. En 1913, la Asociación de Lawn Tennis de Barcelona cambió su nombre por el de Asociación de Lawn Tennis de Cataluña, después de impulsar el nacimiento de la Asociación de Lawn Tennis de España. Fue el mismo Ernest Witty quién promovió el nacimiento de esta asociación española, en una visita en San Sebastián, ciudad donde lo unían unas grandes relaciones.
La Asociación de Lawn Tennis de Cataluña mantuvo siempre el compromiso con la formación de jugadores, el desarrollo del tenis en los clubes y los lazos de unión con el tenis internacional. Bajo su impulso y con el liderazgo de los principales clubes, de manera muy especial la del Barcelona LTC (actual RCT Barcelona-1899), promovió partidos amistosos con los grandes clubes europeos como el  Queen's Club de Londres, el Racing Club de París, el Milano TC, el Rot Weiss de Berlín o el Geneve LTC. Los enfrentamientos aportaron a los aficionados la posibilidad de ver grandes jugadores, como fue en el caso de visitas tan especiales como la de ‘La Divina’ Suzanne Lenglen.
La eclosión de los años 20
El 1923, con el apoyo de las instituciones catalanas y barcelonesas, la asociación catalana organizó los Campeonatos del Mundo en pista cubierta en el antiguo Palacio de la Industria del Parque de la Ciudadela. La prueba reunió a jugadores de los cinco continentes, con victoria final en la prueba masculina de Henri Cochet, uno de los grandes 'Mosqueteros' del tenis francés. El torneo fue la culminación de una década de numerosos enfrentamientos internacionales entre los  clubes más representativos de Cataluña y las entidades líderes del tenis mundial.
La afición por el deporte del tenis fue aumentando. Se crearon nuevos clubes en Barcelona y en todo Cataluña. De hecho, durante los años 20, el tenis salió de los clubes de la ciudad para expandirse a las colonias de verano y en otras poblaciones que fomentaban su práctica deportiva. La asociación catalana adquirió el protagonismo que le correspondía, asumiendo la organización de los Campeonatos de Cataluña, no solo los Absolutos, sino estableciendo las diversas categorías y las modalidades de dobles, mixtas y por equipos, y también los escolares.
La posguerra y el Trofeo Conde de Godó
A pesar de que la Guerra Civil rompió de repente la gran actividad de los clubes catalanes, también fueron estos los primeros en rehacer su actividad social y competitiva. La Federación Catalana siguió con su tarea. El 1942, se iniciaron los Campeonatos de Cataluña de Veteranos.
Un hecho fundamental a la historia del tenis catalán fue la creación de la primera edición del Trofeo Conde de Godó en 1953, organizado por el rebautizado Real Club de Tenis Barcelona-1899, con el objetivo de disfrutar de su nueva instalación en Pedralbes y recuperar para Cataluña el espíritu de las grandes competiciones internacionales de antes de la guerra. El Godó fue a partir de aquel momento un referente total y absoluto de nuestro tenis, tanto a nivel deportivo como organizativo.
En 1958, se iniciaron los Campeonatos de Cataluña por equipos de Veteranos y para Infantiles. El año 1960, los Equipos Juniors y en 1963 los de Cadetes, nueva categoría establecida por la Real Federación Española de Tenis.
La nueva Federación Catalana de Tenis
El año 1966, la asociación se constituyó en la actual Federación Catalana de Tenis (FCT) y supo aprovechar con una cuidadosa gestión la gran repercusión que tuvieron los éxitos del tenis catalán y español a la Copa Davis.
España – Gran Bretaña de Copa Davis a la pista talismán (1968): La pista talismán del RCT Barcelona-1899, la llegada de la televisión, y un equipo de jugadores y capitán que conectó de forma especial con todo el mundo, fueron la piedra pívot de una expansión fundamental. Bartrolí, Santana, Couder, Gisbert, Arilla, Gimeno (aunque ya estaba jugando como profesional) y Orantes, eran nombres que todo el mundo conocía. Ellos fueron los primeros de una nueva etapa del tenis, y también los primeros en ver como llegaba el profesionalismo.
La Federación Catalana y sus clubes fortalecieron todavía más sus escuelas, y los frutos han sido extraordinarios, con una década de los 90 insuperable en éxitos, y un siglo XXI que sigue ofreciendo unas expectativas muy satisfactorias. En 1992, la Federación Catalana de Tenis se trasladó a sus nuevas instalaciones situadas en el Valle Hebrón de Barcelona, escenario de la competición tenística de los Juegos Olímpicos de Barcelona ‘92.
Cien años y los retos del s.XXI
El año 2003, la Federación Catalana de Tenis celebra el Centenario de su nacimiento con un programa de actas que incluye un Concierto Inaugural en el Palau de la Música con la Fundación Pau Casals y el Orfeón Catalán, diferentes exposiciones y fiestas, un récord Guinness de espectadores en el Camp Nou, y el debut de la selección catalana de tenis en un enfrentamiento amistoso ante Marruecos. Con la voluntad de afrontar los nuevos retos del siglo XXI, la FCT inauguró el 2005 el remodelado Centro Internacional de Tenis de Cornellà, una de las mejores instalaciones deportivas de Europa.
Actualmente, la Federación Catalana de Tenis sigue siento referencia a nivel estatal y europeo, tanto de formación de jugadores y jugadoras, como de entrenadores y entrenadoras. Además, la FCT ha dado un paso más un su labor de promoción del tenis, trabajando programas y competiciones por niveles, garantizando y abriendo des este modo la posibilidad de competir a todo el mundo.
Estos últimos años, han visto también el nacimiento de la Fundación del Tenis Catalán, ente que aglutina toda la activada de tenis inclusivo de la federación, siento un gran referente a nivel internacional.  
PRESIDENTES
Guillem Oliveras Galés (1904-1905)
Fue el 24 de marzo de 1904 nombrado el primer presidente, cargo en que se mantuvo hasta el mes de enero de 1905. Fue uno de los fundadores y vicepresidente de la primera Junta Directiva del Club de Tenis la Salud, segunda entidad más antigua del tenis catalán que nació con el nombre de Salud Sport Club después del Lawn Tennis Club de Barcelona, actual Real Club de Tenis de Barcelona, y fue uno de los clubes que en 1903 pusieron en marcha el Concurso Internacional de Lawn Tennis de Barcelona y uno de los seis que en 1904 constituyeron la Asociación Lawn-Tennis de Barcelona.
Juan de Urruela Morales (1905-1906)
Nacido en Guatemala el 29 de enero de 1881 y de ascendencia vasca, fue miembro fundador, entre otros, del Fútbol Club Barcelona, del cual fue el portero que jugó en el primer partido del 8 de diciembre de 1899 contra otro formado por integrantes de la colonia británica. Fue presidente solo durante unos meses entre 1905 y 1906. Destacado “sportman” fue también un destacado jugador de polo y tenis.
Alfons Macaya Sanmartí (1906-1909)
Presidente del Hispania Athletic Club, entidad futbolística surgida de la fusión del Club Escocés y del  Team Rojo de Sant,  Andreu que existió entre 1900 y 1903 que tenía también secciones de atletismo y tenis. Ocupó la presidencia de la federación del 1906 al 1909. También fue uno de los fundadores y primer presidente, entre 1927 y 1931, del Club de Golf Terramar de Sitges, el segundo club de este deporte más antiguo de Cataluña  y presidente del Barcelona Lawn Tennis Club, actual Real Club de Tenis Barcelona-1899, entre 1929 y 1935.
Enric Ferrer Portals (1909-1914)
Vicepresidente del Barcelona Lawn Tennis Club y presidente de la junta ejecutiva del Concurso Internacional que organizaba esta entidad, fue el presidente entre 1909 y 1913, año en qué cambió su nombre por el de Asociación Lawn Tennis de Cataluña, que siguió presidiendo hasta el 1914. Unos años antes, en 1909, había nacido la Asociación Lawn Tennis de España. Después de dejar el mundo del tenis, se vinculó con el de los deportes náuticos como miembro de la Junta Directiva del Real Club Marítimo de Barcelona, primero como secretario, después como comodoro y posteriormente como presidente entre febrero y junio en los años 20. También participó en regatas de cruceros con el RC y formó parte de la Peña Rhin, dedicada a la organización de competiciones de automovilismo y motociclismo.
Antoni Raventós Aviñó (1914-1915)
Destacado piloto de coches, también fue jugador de tenis, nadador y miembro de las juntas directivas del Real Automóvil Club de Cataluña, el Real Lawn Tennis Club del Turó y del Club Natación Barcelona. Presidió la federación entre 1914 y 1915.
Josep Garriga-Nogués Roig (1915-1920)
Fue elegido presidente a principios de diciembre de 1915 y ocupó el cargo hasta el 1920. Durante su mandato, instauró el Concurso por Equipos, que se disputó por primera vez en 1918. Era miembro del Real Lawn Tennis Club del Turó.
Fernando Huelín Serra (1920-1921)
Presidente del Real Lawn Tennis Club del Turó, presidió la federación entre los años 1920 y 1921. Antes de llegar a la presidencia, había sido regidor del Ayuntamiento de Barcelona por Unión Monárquica a finales del siglo XIX y posteriormente, teniente de alcalde por el distrito de Sant Andreu a principios del XX. También fue miembro de la Junta Directiva de Fomento Nacional del Trabajo y del Partido Liberal-Conservador, por el cual fue diputado en las Cortes por el distrito de Vic entre los años 1901 y 1903.
Josep Vidal-Ribas Güell (1921-1923)
Se hizo socio cuando era muy joven del Barcelona Lawn Tennis Club, del cual fue presidente de 1920 a 1929. También ejerció como presidente de la federación desde 1921 a 1923, año en que se organizó el Campeonato del Mundo en pista cubierta en el antiguo Palacio de la Industria del Parque de la Ciudadela. Cuando dejó la presidencia fue nombrado presidente honorario y en 1924, fue elegido presidente de la Asociación Española de Lawn Tennis, cargo que ocupó hasta el 1928 y le comportó un lugar como tesorero del Comité Olímpico Español y la capitanía del equipo de Copa Davis. Años después fue vicepresidente del FC Barcelona y del 10 de julio al 13 de agosto de 1942 presidió interinamente el club entre los dos mandatos de Enrique Piñeyro, Marqués de la Mesa de Asta. Años después ocupó el cargo de secretario y en 1953 presidió la Comisión Gestora que firmó la renuncia del club al fichaje de Alfredo Di Stéfano en beneficio del Real Madrid.
Juli Caparà Marqués (1923-1924)
Llegó al cargo a mediados de septiembre de 1923 y lo dejó el octubre de 1924. Unos años después formó parte como bibliotecario de la Junta Directiva del Real Lawn Tennis Club Turó, entidad a la cual pertenecía. También fue regidor del Ayuntamiento de Barcelona durante un año, entre 1923 y 1924, miembro de la Junta Directiva de la Exposición Internacional de Barcelona de 1929 y vocal de la Junta Directiva de la organización empresarial catalana Fomento Nacional del Trabajo durante los años de la República.
Ramon Puigmartí de Gispert (1924-1927)
Fue jugador de tenis en su juventud. Se empezó a involucrar en tareas directivas como tesorero del Concurso Internacional de Lawn Tennis de Barcelona y en 1913 pasó a hacer la misma función en la Junta Directiva de la Asociación Lawn Tennis de Cataluña. Después de su etapa de presidente, también fue tesorero del Real Lawn Tennis Club del Turó. También fue socio del Real Automóvil Club de Cataluña y del Real Club Marítimo de Barcelona y presidente de la Agrupación Excursionista de Cataluña
Pompeu Fabra Poch (1927-1935)
Era un gran forofo a los deportes y durante su juventud había practicado con intensidad el excursionismo y el tenis. Fue uno de los fundadores, en 1914, del Badalona Lawn Tennis Club, también se hizo socio del Club de Tenis el Masnou y formó parte de la sección de tenis del FC Barcelona, fundada el 1926. Su prestigio y su personalidad hizo que en 1927 le propusieran presidir la Asociación Lawn Tennis de Cataluña para intentar poner paz entre los principales clubes; el Barcelona, el Pompeia y elTuró, enfrentados por los fichajes de los jugadores a causa de la incipiente corriente de profesionalismo que  empezaba a haber en este deporte y que había acabado con la salida de este último de la Asociación. Fue elegido presidente en noviembre de 1927 y consiguió su objetivo, porque un año después el Turó volvió a la Asociación. Los clubes lo reeligieron presidente el 1931 y se mantuvo en el cargo hasta el 1935, cuando lo dejó porque su tarea de gramático y lingüista no le permitía invertir más tiempo.
Josep Garriga-Nogués (1935-1938)
Fue elegido presidente en 1935 como representante del Tenis Club Turó, pero un año después estalló la Guerra Civil y la actividad de los clubes y la Asociación se fue paralizando poco a poco. Oficialmente fue presidente hasta el 1938, cuando inició una larga etapa de 31 años al frente de la Federación Española, hasta que dimitió en el mes de noviembre de 1969. Antes de tener cargos directivos, fue tenista y en 1933 fue uno de los componentes del equipo español de Copa Davis que se enfrentó al de Gran Bretaña en Barcelona. El 1950 fue uno de los creadores de la Copa Galea, Copa de Europa para jugadores menores de 21 años, y fue el capitán no jugador del equipo español hasta el 1964. También fue capitán no jugador del equipo español de Copa Davis el 1961.
Josep Bial Vilà (1939-1944)
Durante los años de la Segunda República había sido secretario de la Sociedad Deportiva Pompeia y secretario de la federación bajo la presidencia de Josep Garriga-Nogués. Fue el presidente del tenis catalán surgido después de la Guerra Civil, desde 1939 a 1944, primero del Directorio Regional para Cataluña y Baleares de la Federación Española de Tenis y después de la Asociación Catalana de Tenis, como se llamó la federación hasta que el 1966 no adoptó el nombre actual de Federación Catalana de Tenis. Una de las primeras tareas fue retomar en 1940, la organización del Campeonato de Cataluña, que había quedado suspendido en 1936. Tres años después de dejar la presidencia, (1947) se convirtió en el nuevo presidente de la Real Sociedad de Tenis Pompeia, que se trasladó de las instalaciones que tenía en la Travesía de Gracia a las pistas de Montjuic que se utilizaron para el torneo de tenis que se disputó durante la Exposición Internacional de Barcelona del 1929. Fue presidente del Pompeia hasta principios de los años 50 y después pasó a formar parte de su junta consultiva.
Manuel Ayxelà Tarrats (1944-1964)
Practicó el atletismo, el fútbol, el hockey, la equitación y se inició en la práctica del tenis en 1929 en el Real Club de Polo y en 1933 se hizo socio del Real Club de Tenis Barcelona, donde jugó hasta veteranos, categoría en la cual fue campeón de España el 1953. Sus mejores años como tenista los vivió entre 1942 y 1960, cuando participó en todos los Campeonatos de España que se disputaron. Al margen de jugar en el Real Club de Tenis Barcelona, también entró en su Junta Directiva, de la cual llegó a ser su vicepresidente. En 1944 fue nombrado presidente de la federación, época en la que se vivió  la cual vivió una gran expansión en el deporte del tenis por todo Cataluña. Muestra de ello es que, durante sus veinte años de presidencia, se produjo un incremento de las licencias federativas, se crearon cuarenta y cinco clubes y en 1953 nació el Trofeo Conde de Godó. También actuó como árbitro internacional en muchas ocasiones, entre ellas diversas eliminatorias de la Copa Davis en Real Club de Tenis Barcelona,  como la histórica del mes de agosto de 1965 en que el equipo español formado por Manuel Santana, Josep Lluís Arilla, Joan Gisbert y Juan Manuel Couder, con Jaume Bartrolí como capitán, ganó por 4-1 a los Estados Unidos en las semifinales interzonales camino de la final.
Joan Mir Freixas (1964-1975)
Con nueve años se hizo socio del Real Club de Tenis del Turó, del cual fue durante mucho tiempo jugador. También hizo de juez y fue capitán no jugador del equipo español de Copa Davis en una eliminatoria que se jugó el 1947.Su buena tarea lo llevó a ser el elegido para sustituir en 1964 a Manuel Ayxelà en la presidencia de la Asociación Catalana. En 1970 fue vicepresidente de la Federación Española y presidente de su Comité Juvenil.
Josep Maria Bofill Draper (1975-1981)
Llegó a la presidencia de la federación sin necesidad de elecciones, puesto que sus dos rivales se acabaron retirando. Con un programa innovador para la época, que pasaba por la descentralización de la tarea federativa, supo aprovechar el ‘boom’ que el tenis tuvo en Cataluña durante los años setenta para estimular la creación de escuelas infantiles en los clubes, reformar los reglamentos de las competiciones, ofrecer ayudas  económicas en función de los resultados y convertirse en una de las primeras federaciones al informatizar su gestión. En 1977 entró en la Federación Española, de la cual llegó a ser vicepresidente.
Josep Ferrer Peris (1981-2008)
Empezó a jugar a tenis en el Club Tenis Barcino, del cual era socio. De joven fue un buen jugador, muestra de ellos es que se proclamó campeón de Cataluña sub-14 y sub-18 y conquistó en varias ocasiones el título catalán por equipos de 2.ª y 3.ª categoría. A mediados de años sesenta se inició como directivo en Club Tenis Barcino y en 1965 entró en la Federación Catalana como miembro de su Comité Juvenil. A principios de los años setenta el presidente de la Federación Española de Tenis, le ofreció el cargo de vicepresidente y lo ocupó durante cuatro años, hasta que en 1975 fue nombrado vicepresidente de la Federación Catalana durante el mandato de Josep Maria Bofill. En 1981, cuando Bofill dejó la presidencia, se convirtió en el nuevo presidente de la Federación Catalana, y ocupó otra vez la vicepresidencia de la federación Española. Renovó el cargo cada vez que se presentó a la reelección hasta que en 2008 lo dejó definitivamente. Durante sus años como presidente, la Federación Catalana hizo un salto de calidad y empezó a profesionalizar todas sus estructuras. El año 2003,  la Federación Catalana celebró su centenario y en 2005 inauguró el remodelado Centro Internacional de Tenis de Cornellà de Llobregat, una de las mejores instalaciones de Europa para la práctica del tenis. En 1999, recibió el premio al mejor dirigente de federación por parte de la Asociación Catalana de Dirigentes Deportivos y cuando dejó la presidencia en mes de marzo del 2008, siguió como miembro del Comité Juvenil de la Federación Internacional y miembro del Comité de Desarrollo de la Federación Europea, que ocupaba desde 1996.
Francesc Orriols Bordas (2008-2012)
Destacó en varios deportes como la pelota, la natación, el waterpolo, el voleibol, el rugby y el fútbol. Empezó a jugar a tenis con treinta y cinco años y desde entonces fue campeón de Cataluña de dobles sénior, dos veces campeón de Cataluña de dobles + 50 años, una vez campeón de +55 de dobles, tres veces campeón de España en mixto y dobles veteranos, entre otros. Además, fue ocho veces ganador del Trofeo Fair Play otorgado por varios clubes de Cataluña. En el ámbito directivo, antes de llegar a la Federación Catalana fue presidente del Club Tenis Canet 1971 en dos etapas (1995 a 2001 y 2004 a 2005) y había formado parte del Club de Tenis la Genera. En 2009, un año después de ser elegido presidente de la Catalana, fue nombrado vicepresidente primero de la Española.
Joan Navarro Francisco (2012-2017)
Se inició a los trece años en el tenis, al cual estuvo vinculado como jugador, monitor, árbitro, director deportivo de club, director de escuela y entrenador en categorías de base. Fue presidente del CT Vallirana y fue elegido presidente de la federación a finales de enero de 2012. Durante su mandato i un nuevo implementó un nuevo proyecto deportivo y un programa de servicios a los clubes, así como la elaboración de un manual metodológico de enseñanza y entrenamiento del tenis catalán. También le dio un impulso importante al Senado del Tenis Catalán, una institución dentro de la FCT que agrupa sus anteriores dirigentes y a sus clubes más destacados.
Jordi Tamayo De Winne (2017- actualmente)
A nivel deportivo ha sido campeón provincial de Tarragona para mayores de 30 años en tres ocasiones y llegó a estar entre los 100 primeros del ranking nacional. A nivel académico, Jordi Tamayo es Licenciado en Derecho (UB) y en Ciencias Políticas y de la Sociología (UAB) y cuenta también con un máster en Derecho Internacional de los Negocios (ESADE) y con un Executive máster en Administración y Dirección de Empresas (EAE Business School). Precisamente su formación académica y su experiencia profesional como abogado en ejercicio y socio del área legal deportiva y de relaciones internacionales de un importante despacho, el que lo ha llevado a implementar metodología de gestión empresarial en la Federación. Esta nueva manera de gestionar ha supuesto que, en 2 años, la federación estructurara toda su situación financiera y patrimonial, convirtiéndola en una entidad viable y de futuro. Además, Jordi Tamayo forma parte del órgano decisorio de la RFET, es Vocal al Consejo Directivo de la Unión de Federaciones Deportivas de Cataluña y miembro del Comité de Fed Cup de la ITF.
A nivel estratégico, y una vez reconducida la situación económica de la Federación, la Junta Directiva presidida por Jordi Tamayo, tiene como principales retos y objetivos, los siguientes:
- Servicio a Clubes: seguir atendiendo las necesidades de los clubes afiliados a la federación, más allá de la competición y de la parte deportiva.
- Potenciar el tenis en todos los niveles de competición: Seguir generando oferta tenística a todos los niveles, como con el Circuito Universitario, el proyecto de tenis escolar o las competiciones por niveles.
- Los valores: El tenis tiene que ser una herramienta de formación más allá de lo deportivo. La FCT  continúa trabajando y haciendo crecer el proyecto de Campeones y campeonas en valores del Tenis Catalán, con las diferentes encuestas y formaciones realizadas en las competiciones.
- Tenis Inclusivo: Consolidar la Fundación del Tenis Catalán como ente promotor e integrador del tenis en todo Cataluña.
- Formación: Continuar con la formación de entrenadores y entrenadoras en Cataluña, así como iniciar nuevos proyectos académicos vinculados a la formación de directivos.